# Megophrys zhangi
Megophrys zhangi es una especie de anfibios de la familia Megophryidae.

## Distribución geográfica
Es endémica del Tíbet (China) y, quizá, Nepal.